# 梅里厄姆-韦伯斯特
梅里厄姆-韦伯斯特公司是美国权威的词典出版机构，它出版的书籍——尤其是词典，在中文里往往被称作“韦氏词典”。梅里厄姆-韦伯斯特公司的印刷或电子出版物中包括著名的《韦氏大学词典》系列（Merriam-Webster's Collegiate Dictionary，这个系列的词典为美国最常用的案头参考书籍），《韦氏新国际英语词典》系列（习称“韦氏大词典”，Webster's New International Dictionary）。
梅里厄姆-韦伯斯特公司可以被认为是美国词典编辑家诺亚·韦伯斯特的词典编撰事业继承者，而提到词典时常常使用的“韦氏”也就是出自诺亚·韦伯斯特的姓氏。
公司的总部位于美国马萨诸塞州斯普林菲尔德。